# Beaumont, Vienne
Beaumont là một xã, tọa lạc ở tỉnh Vienne trong vùng Nouvelle-Aquitaine, Pháp. Xã này có diện tích 21,44 km², dân số năm 2006 là 1682 người. Xã nằm ở khu vực có độ cao trung bình 62 m trên mực nước biển.Les habitants sont appelés les Beaumontois.

## Biến động dân số
| Năm | 1962  | 1968  | 1975  | 1982  | 1990  | 1999  | 2006  |
| --- | ----- | ----- | ----- | ----- | ----- | ----- | ----- |
| Dân số | 1 276 | 1 330 | 1 394 | 1 448 | 1 585 | 1 625 | 1 682 |
| From the year 1962 on: No double counting—residents of multiple communes (e.g. students and military personnel) are counted only once. |       |       |       |       |       |       |       |